# Wytze Foppes
Wytze Foppes Dongjuma (* 16. September 1707 in Dongjum, Franekeradeel, Friesland; † 8. Februar 1778 in Leeuwarden) war ein friesischer Rechenmeister und Instrumentenbauer.
Er begann seine Karriere als Zimmermann. In der Mitte des Jahrhunderts siedelte er in Leeuwarden als Lehrer für Arithmetik in Instrumentenbau. Er produzierte Mikroskope, Teleskope und wissenschaftliche Instrumente.
Er diskutierte über mögliche katastrophale Effekte des Kometen von 1756 und beobachtete den Venus-Transit von 1761 und 1769. 1756 veröffentlichte er Wonderwerken der Natuur.